# Nummulites

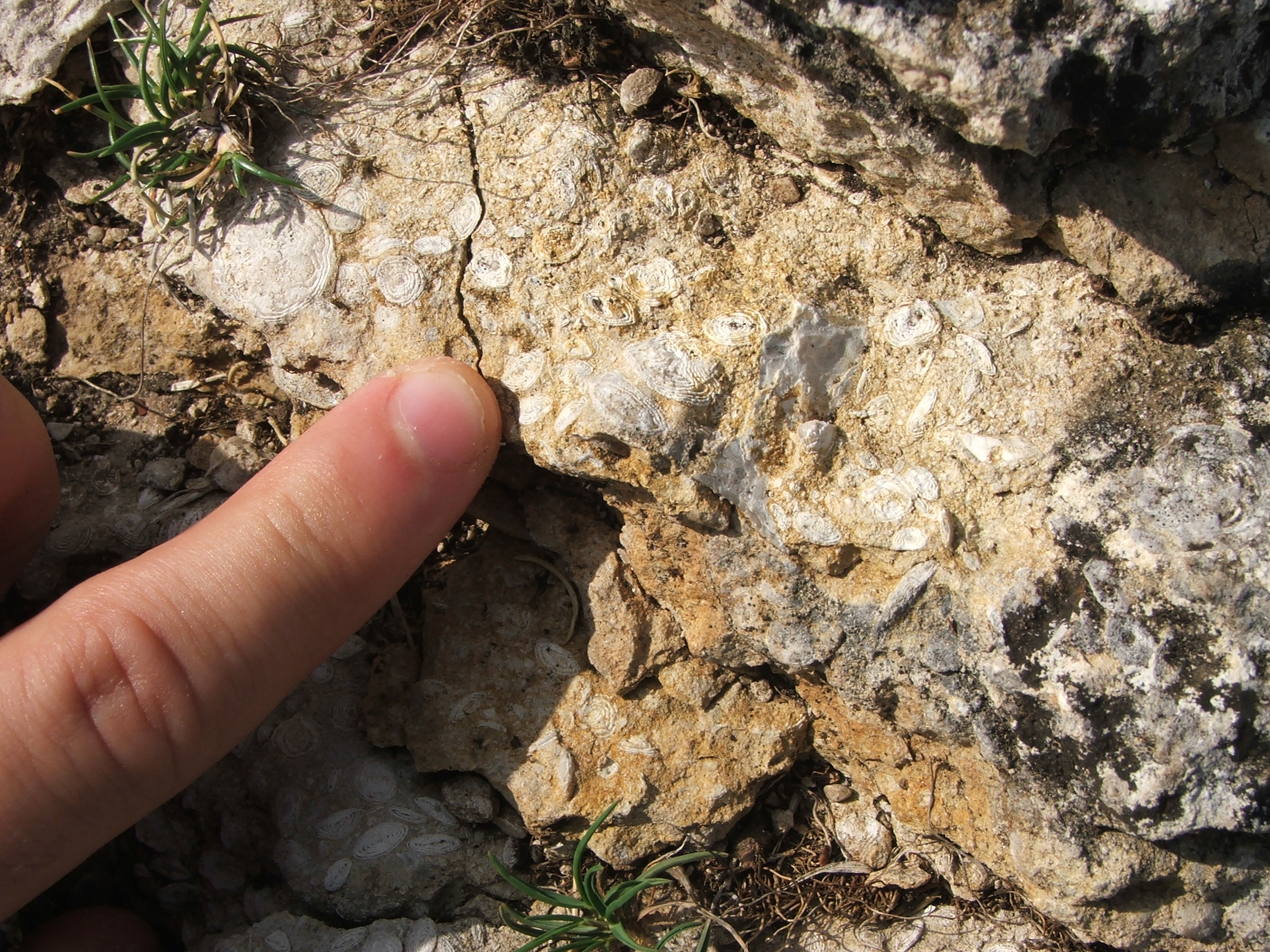
Nummulites en Urbasa, España.

Nummulites (del latín nummulus 'pequeña moneda') es un género de foraminífero bentónico extinto de la familia Nummulitidae, de la superfamilia Nummulitoidea, del suborden Rotaliina y del orden Rotaliida. Su especie-tipo es Camerina laevigata. Su rango cronoestratigráfico abarca desde el Thanetiense (Paleoceno superior) hasta el Oligoceno inferior.
Los "Nummulites" eran organismos animales unicelulares (protozarios) que vivían en los mares del Paleoceno y el Eoceno, hace entre 66 y 40 millones de años.
Sus conchas se encuentran frecuentemente como fósiles y pueden alcanzar 6 cm de diámetro. Son comunes en las rocas del Cenozoico del antiguo Mar de Tetis, particularmente en rocas calizas del Eoceno depositadas en torno al actual Mediterráneo (por ejemplo, Egipto o España). Tienen un gran interés como fósiles guía.
En 1913, Randolph Kirkpatrick publicó un libro, The Nummulosphere: an account of the Organic Origin of so-called Igneous Rocks and Abyssal Red Clays, proponiendo la teoría de que todas las rocas se habían formado por la acumulación de foraminíferos tales como Nummulites.

## Clasificación

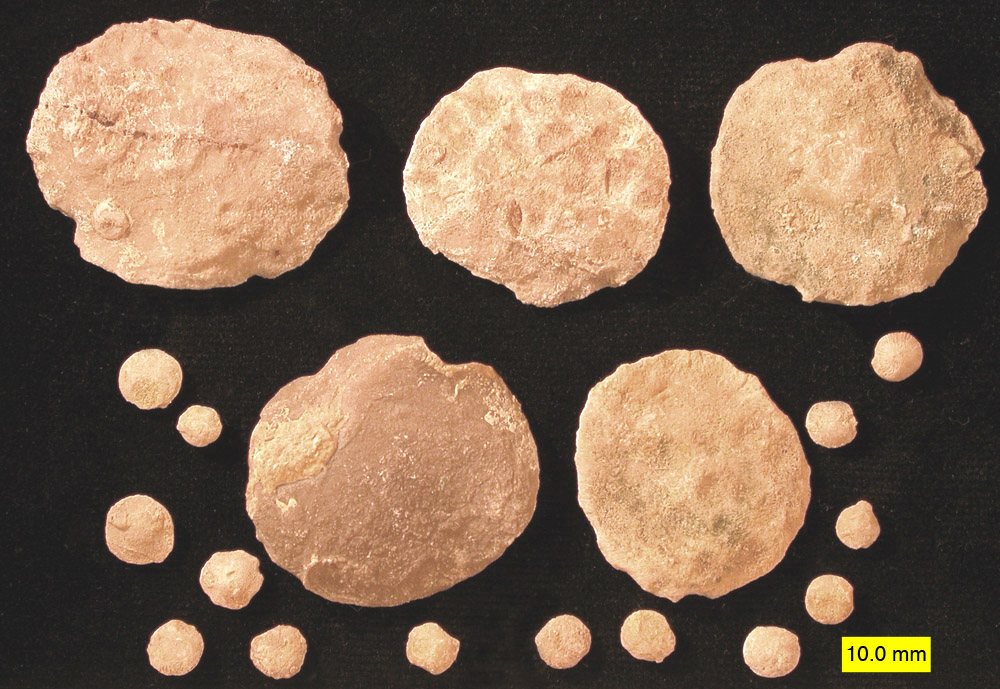
Nummulítidos del Eoceno de Emiratos Árabes.

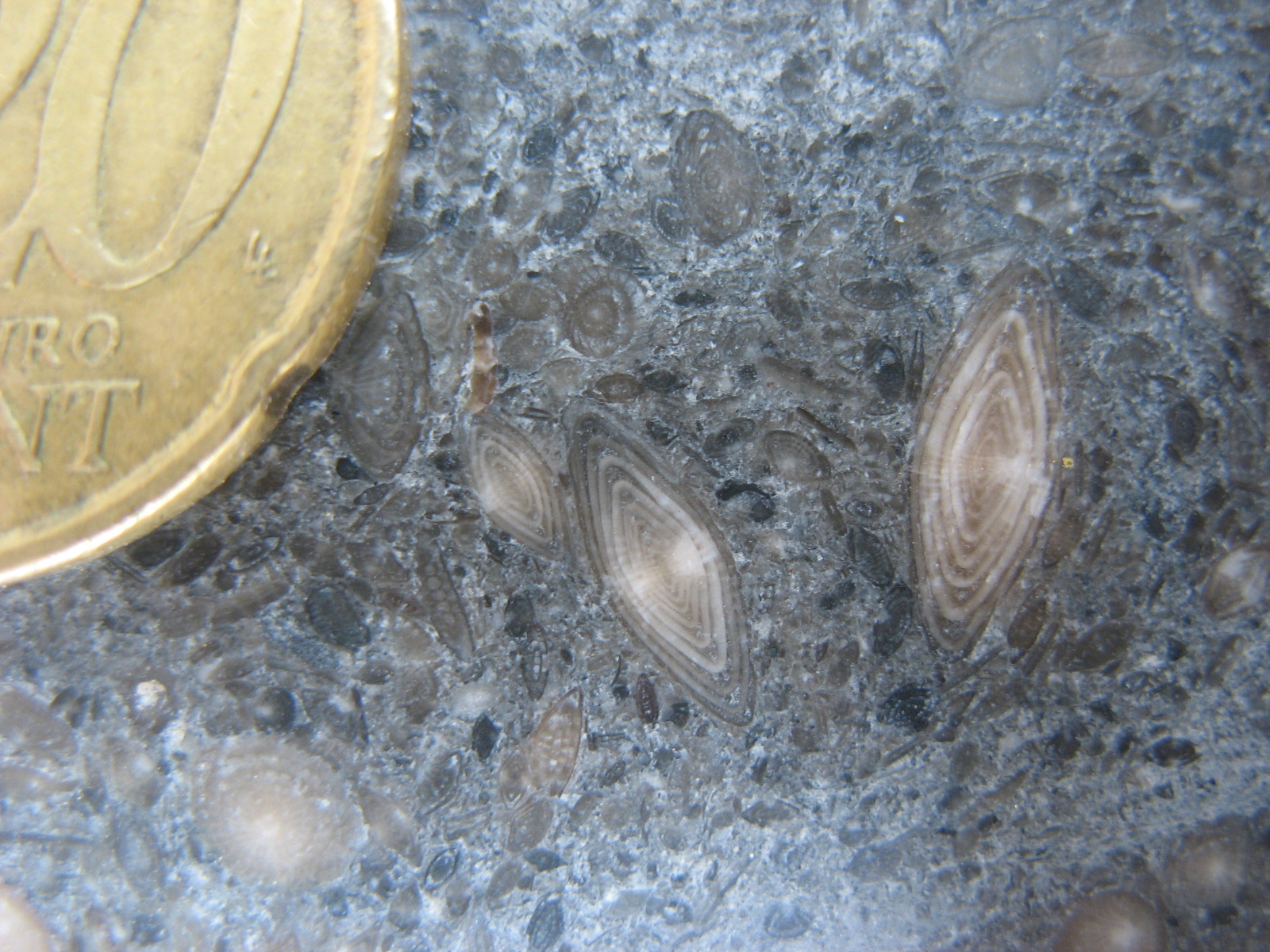
Secciones axiales de Nummulites en una calcarenita nummulítica eocena.

Nummulites es uno de los géneros de foraminíferos más diversos, habiéndose descrito más de 200 especies. Entre las especies más interesantes o más conocidas destacan:
- Nummulites barroni †
- Nummulites hyalinus †
- Nummulites laevigata †
- Nummulites lenticulus †
- Nummulites niasi †
- Nummulites tavertetensis †

Un listado completo de las especies descritas en el género Nummulites puede verse en el siguiente anexo.

## Uso
Debido a que los nummulites son fósiles muy abundantes, fáciles de reconocer y que vivieron un unas biozonas determinadas se utilizan como fósil guía.
Cabe destacar como gracias a la aparición de Nummulites tavertetensis en la Shallow Bentic Zone 15 (SBZ 15)  se pudo datar los restos fósiles de Sirenio más antiguos de Europa Occidental encontrados en un nuevo yacimiento paleontológico, en Santa Brígida, Amer (La Selva, Cataluña, España) cerca una antigua cantera de piedra caliza con nummulites.